# Коновал Олександр Андрійович
Олександр Андрійович Коновал (нар. 5 жовтня 1946, с. Мар'їне Високопільського району Херсонської області, УРСР) — український педагог, кандидат фізико-математичних наук, доктор педагогічних наук, професор, завідувач кафедри фізики та методики її навчання (2003—2020) Криворізького державного педагогічного інституту/університету , відмінник освіти України, провідний фахівець з проблем теоретичної фізики, фундаменталізації фізичної освіти й професійної підготовки майбутніх учителів фізики. Розробив методичну концепцію вивчення законів і властивостей електромагнітного поля постійних і квазістаціонарних струмів у контексті теорії відносності та з дотриманням принципів фундаментальності й наочності та компетентнісного, дедуктивного, проблемного й задачного підходів до вивчення класичної електродинаміки.

## Біографія
1964 року закінчив Архангельську середню школу Високопільського району Херсонської області.
1964—1968 —  навчання в Херсонському державному педагогічному інституту ім. Н. К. Крупської (фізико-математичний факультет, спеціальність  «Фізика»).
1970—1974  — лаборант, старший інженер в Інституті напівпровідників Академії наук УРСР.
1974—2000 — асистент, старший викладач, доцент кафедри фізики Криворізького державного педагогічного інституту/університету.
2000—2001 — доцент кафедри вищої математики Європейського університету фінансів, інформаційних систем, менеджменту й бізнесу, 2001—2002 — завідувач кафедри інформаційних систем і технологій.
2003—2020 — завідувач кафедри фізики (2011—2020 — кафедри фізики та методики її навчання) Криворізького державного педагогічного університету. 2020—2021  — професор кафедри.
Викладав дисципліни: теоретична фізика (класична та релятивістська механіка, класична те релятивістська електродинаміка), теорія відносності й електродинаміка, загальний курс фізики (механіка).

## Наукова діяльність
1968—1970 — стажист-дослідник за спеціальністю «Фізика напівпровідників і діелектриків» науково-дослідної лабораторії Київського державного педагогічного інституту ім. О. М. Горького.
1970—1973 — аспірант Інституту напівпровідників Академії наук УРСР (відділ фотоелектроніки).
1976 — захист дисертації «Дослідження природи низькочастотних шумів фотоструму в полікристалічних шарах сульфіду кадмію» на здобуття наукового ступеня кандидата фізико-математичних наук за спеціальністю «Фізика напівпровідників і діелектриків»  в Інституті напівпровідників Академії наук УРСР.
1981 — присвоєно вчене звання доцента.
2006—2016 — керівник науково-дослідних кафедральних тем (кафедра фізики, кафедра фізики та методики її навчання Криворізького державного педагогічного університету)
2010 — захист дисертації «Теоретичні і методичні засади вивчення електродинаміки як релятивістської теорії у вищих педагогічних навчальних закладах» на здобуття наукового ступеня доктора педагогічних наук за спеціальністю «Теорія та методика навчання (фізика)» у Національному педагогічному університеті ім. М. П. Драгоманова.
2011 — присвоєно вчене звання професора.
2014—2020 — член спеціалізованої Вченої ради із захисту кандидатських дисертацій на здобуття наукового ступеня кандидата педагогічних наук за спеціальністю «Теорія та методика навчання (фізика)» у Кіровоградському державному педагогічному університеті імені Володимира Винниченка/Центральноукраїнському державному педагогічному університеті імені Володимира Винниченка.

## Відзнаки та нагороди
- Грамота Управління освіти і науки виконкому Криворізької міської ради (2006)
- Почесна грамота Міністерства освіти і науки України (2007)
- Подяка Управління освіти і науки Криворізької міської ради (2008)
- Почесна грамота Дзержинської районної у місті (Кривий Ріг) ради (2010)
- Подяка Дніпропетровської обласної державної адміністрації (2011)
- Грамота виконкому Криворізької міської ради (2012)
- Нагрудний знак Відмінник освіти України (2015)

## Публікації
Автор і співавтор 220 наукових, науково-методичних і навчально-методичних праць. Автор 1 одноосібної й співавтор 4 колективних монографій; 32 навчально-методичних видань, зокрема 14 навчально-методичних посібників; понад 170 наукових статей у фахових вітчизняних і зарубіжних виданнях та міжнародних і всеукраїнських науково-практичних конференцій з актуальних проблем фізичної науки та методики викладання фізики в навчальних закладах

### Основні наукові та навчально-методичні видання
- Коновал О. А. Задачі з класичної та релятивістської електродинаміки : навч. посіб. для студ. фіз. спец. вищ. пед. навч. закладів. — Кривий Ріг : Видав. дім, 2006. — 158 с.
- Коновал О. А. Лекції з класичної та релятивістської електродинаміки : навч. посіб. для студ. пед. ун-тів. — Кривий Ріг : Видавничий дім, 2006. — 202 с.
- Коновал О. А. Відносність електричного і магнітного полів [Архівовано 30 жовтня 2021 у Wayback Machine.] : моногр. навч. посіб. для студ. вищих навч. закл. — Кривий Ріг : Видавничий дім, 2008. — 248 с.
- Коновал О. А. Основи електродинаміки [Архівовано 30 жовтня 2021 у Wayback Machine.]: навч. посіб. для студ. фіз.-мат. спец. пед. ун-тів. — Кривий Ріг : Видав. дім, 2008. — 347 с.
- Коновал О. А. Теоретичні та методичні основи вивчення електродинаміки на засадах теорії відносності [Архівовано 26 березня 2022 у Wayback Machine.] : монографія. — Кривий Ріг : Видавничий дім, 2009. — 346 с.
- Коновал О. А. Електродинаміка і теорія відносності [Архівовано 30 жовтня 2021 у Wayback Machine.] : навчальний посібник для студентів фізичних спеціальностей педагогічних університетів / О. А. Коновал ; Криворізький державний педагогічний університет. – Кривий Ріг : КДПУ, 2011. – 133 с.
- Коновал О. А. (співавт.) Теорія і практика організації самостійної роботи студентів вищих навчальних закладів [Архівовано 30 жовтня 2021 у Wayback Machine.] : монографія. — Кривий Ріг : Книжкове вид-во Кирєєвського, 2012. — 380 c.
- Коновал О. А. (співавт.) Педагогіка та психологія вищої школи [Архівовано 30 жовтня 2021 у Wayback Machine.] : навч. посіб. для студ. магістратури спец. «Екологія та охорона навколишнього середовища». — Херсон : Олді-плюс, 2013. — 465 с.
- Коновал О. А. Основи спеціальної теорії відносності [Архівовано 30 жовтня 2021 у Wayback Machine.] : навч.-метод. посібник. — Кривий Ріг : Видавець Роман Козлов, 2014. — 272 с.
- Коновал О. А. (співавт.) Теоретико-методичні основи вдосконалення системи освіти: дидактичний аспект : колективна монографія. — Херсон : КВНЗ «Херсонська академія неперервної освіти», 2014. — 440 с.
- Коновал О. А. (співавт.) Теорія і практика професійного становлення особистості в соціокультурному просторі : колективна монографія. — Дніпропетровськ : ДГУ, 2014.  — 360 с.
- Коновал О. А. (співавт.) З життя творців фізичної науки [Архівовано 30 жовтня 2021 у Wayback Machine.] : навч. посібник. — Кривий Ріг : Видавець Роман Козлов, 2015. – 298 с.
- Коновал О. А. (співавт.) Критично-конструктивний підхід до вивчення спеціальної теорії відносності в профільних класах закладів загальної середньої освіти [Архівовано 30 жовтня 2021 у Wayback Machine.] : навч.-метод. посібник / за ред. О. А. Коновала. — Кривий Ріг : КДПУ, 2018. — 171 с.
- Коновал О. А. (співавт.) Методика розвитку критичного мислення здобувачів освіти на прикладах вивчення спеціальної теорії відносності та електродинаміки [Архівовано 30 жовтня 2021 у Wayback Machine.] : навч.-метод. посіб. для фіз. спец. ун-тів. — Кривий Ріг : Видавець Роман Козлов 2019. — 230 с.
- Коновал О. А. (співавт.) Теоретико-методологічні основи модернізації навчання: компетентнісний підхід : кол. монографія. — Херсон : Херсонська академія неперервної освіти, 2020. — 351 с.

## Біобібліографія
Олександр Андрійович Коновал: обранець науки як долі [Архівовано 30 жовтня 2021 у Wayback Machine.] : біобібліографічний покажчик / Бібліотека Криворізького державного педагогічного університету ; упоряд.: О. А. Дікунова, Ю. С. Душко ; бібліогр. ред. О. А. Дікунова ; за ред. Г. М. Віняр, О. М. Кравченко. — Кривий Ріг, 2016. — 90 с. (Серія «Вчені-ювіляри Криворізького педагогічного». Вип. 4).